# Das Lied der Krähen
„Das Lied der Krähen“ ist ein Fantasy-Roman von Leigh Bardugo, veröffentlicht im Jahr 2015 als Six of Crows. Der Roman spielt in der Welt von Bardugos Grisha-Trilogie, jedoch in einem anderen Land namens Kerch. Er ist der erste Band der „Krähen-Duologie“. Auf Deutsch erschien das Buch in der Übersetzung durch Michelle Gyo erstmals 2017.
Die Handlung folgt einer Gruppe von Außenseitern, angeführt von dem charismatischen Dieb Kaz Brekker. Kaz erhält ein Angebot, das ihm die Chance gibt, unermesslichen Reichtum zu erlangen, aber auch das Risiko eines sicheren Todes birgt. Er soll in das streng bewachte Eistribunal eindringen und einen mysteriösen Gefangenen befreien. Kaz stellt eine Truppe von talentierten Verbrechern zusammen, um diese schier unmögliche Aufgabe zu bewältigen.
Zu Kaz’ Team gehören Inej, eine geschickte Akrobatin und Spionin, die als „das Phantom" bekannt ist, Jesper, ein schießwütiger Revolverheld, Matthias, ein ehemaliger Feind und jetzt Gefangener, der eine zweite Chance sucht, Nina, eine mächtige Grisha mit verbotenen Kräften, und Wylan, ein junger Sprengstoffexperte mit familiären Problemen.
Die Geschichte entfaltet sich in einem komplexen Netz aus Intrigen, Verrat und Action, während Kaz und sein Team sich durch gefährliche Hindernisse kämpfen, um ihr Ziel zu erreichen. Jeder Charakter hat seine eigenen Dämonen und Ziele, und ihre Beziehungen zueinander entwickeln sich im Laufe der Handlung.
Während sie sich dem Eistribunal nähern, offenbaren sich Geheimnisse und Enthüllungen über die Vergangenheit der Charaktere, und sie müssen einander vertrauen, um zu überleben. Doch auch innerhalb der Gruppe lauern Misstrauen und Verrat.
„Das Lied der Krähen“ ist eine fesselnde Geschichte über Freundschaft, Rache und Selbstfindung in einer Welt voller Magie, Gefahren und moralischer Grauzonen. Leigh Bardugo schafft eine packende Welt und faszinierende Charaktere, die den Leser bis zur letzten Seite in Atem halten. Der Roman wurde von Kritikern und Lesern gleichermaßen gelobt und wurde zu einem Bestseller.